# Saviolovski
Saviolovski (Муниципальный округ Савёловский) est un district municipal de la ville de Moscou, capitale de la Russie, dépendant du district administratif nord.
Le district tire son nom de la gare du même nom qui, cependant, se trouve dans le district voisin de Boutyrski, laquelle est nommée d'après la ville de Savelovo, qui fait maintenant partie de la ville de Kimry, dans l'oblast de Tver.